# José Luís Abecassis
José Luís Abecassis (Madrid, 28 de Outubro de 1920 — ) foi um engenheiro e político português. Foi governador civil do Distrito Autónomo de Angra do Heroísmo de 1956 a 1958.

## Biografia
Licenciado em engenharia, dedicou-se à hidrologia e à hidráulica, tendo coordenado o Grupo de Trabalho para o Decénio Hidrológico Internacional (1974) e dirigido a publicação de uma colectânea de monografias sobre as características da precipitação e do escoamento em Portugal e nos territórios então dependentes em África.
Foi autor dos estudos hidráulicos que conduziram ao aproveitamento hidroeléctrico das nascentes do Cabrito e da Nasce-Água, tendo chefiado em 1955 a comissão técnica que fez os trabalhos de campo e preparou o projecto.
Foi Secretário Provincial das Obras Públicas e Comunicações do Estado de Angola, Director-Geral do Saneamento Básico e membro do conselho de gerência da Empresa Pública das Águas de Lisboa.
Foi governador civil do Distrito Autónomo de Angra do Heroísmo de 27 de Dezembro de 1956 a 4 de Agosto de 1958.